# Puente Alsina (película)
Puente Alsina  es una película argentina en blanco y negro dirigida por José Agustín Ferreyra sobre su propio guion con diálogos de Marcos Bronenberg que se estrenó el 6 de agosto de 1935 y que tuvo como protagonistas a Delia Durruty y José Gola.

## Sinopsis
La hija del ingeniero a cargo de la construcción de un puente deja a su novio para unirse a uno de los obreros.

## Comentarios
Manrupe y Portela lo consideran "de lo mejor de Ferreyra" y para la crónica de El Mundo, se trata de "un gran film ...que evidencia en su realizador la más amplia visión cinematográfica". Por su parte, el crítico Jorge Miguel Couselo escribió:

“Su autenticidad, la fuerza arrolladora de sus imágenes, la verosimilitud del enjambre de obreros trabajando en la construcción del puente en el Riachuelo, emergen por encima del precipitado gesto de liberación de la muchacha rica, hija de un ingeniero afectado la dirección de las obras, que se desentiende de un novio farsescamente estúpido y se enamora, para ser correspondida, de un obrero… Aquí aflora la ingenuidad de sus requisitorias sociales; también en esto es un individualista y, es más, su percepción de los conflictos capital-trabajo parece ser mesiánica, gruesamente emotiva. La efectividad de las relaciones humanas, el valor de la amistad, la contundencia del amor, son insinuados antes y después del complejo social. La ahistórica decisión está balanceada en la película con una captación popular que no falla nunca en el retrato del ambiente. A los habituales ramalazos ubicativos de tipos y costumbres suma rigor y movimiento que en las secuencias iniciales de los vastos exteriores ribereños alcanza momentos notables, reminiscentes del primer cine ruso revolucionario. Los primeros planos son contundentes. La composición de cada imagen, acertada, proporcionada, expresiva. En las tomas medias y de conjunto hay un ritmo preciso, la fuerza machacante y acompasada de un martillo. Con rostros sudorosos, vigas, tirantes y grúas, hace una serie de imágenes de una belleza desacostumbrada en las películas argentinas. Se ven sorprendentes efectos de contraluz. El montaje es ceñido, severo.”

## Reparto
Intervinieron los siguientes intérpretes:
- Salvador Arcella
- Alberto Bello
- Pedro Bibe
- Pierina Dealessi
- Alfredo Distasio
- Delia Durruty
- José Gola
- Miguel Gómez Bao
- José Mazzili
- Rafael Salvatore